# Vasa Stefanović
Vasa Stefanović, né le 14 janvier 1906 et mort le 18 juillet 1979, est un ancien arbitre yougoslave de football des années 1950.

## Carrière
Il a officié dans des compétitions majeures : 
- Coupe de Yougoslavie de football 1952 (finale)
- Coupe du monde de football de 1954 (1 match)